# Liste der Bodendenkmale in Falkenhagen (Mark)
In der Liste der Bodendenkmale in Falkenhagen (Mark) sind alle Bodendenkmale der brandenburgischen Gemeinde Falkenhagen (Mark) und ihrer Ortsteile aufgelistet. Grundlage ist die Veröffentlichung der Landesdenkmalliste mit dem Stand vom 31. Dezember 2020.
Die Baudenkmale sind in der Liste der Baudenkmale in Falkenhagen (Mark) aufgeführt.

## Bodendenkmale
| Gemarkung          | Flur | Kurzansprache | Bodendenkmalnummer | Bemerkung | Bild |
| ------------------ | ---- | --- | ------------------ | --------- | ---- |
| Falkenhagen (Lage) | 4, 5 | Gräberfeld Eisenzeit, Gräberfeld Bronzezeit                                                                                 | 60234              |           |      |
| Falkenhagen (Lage) | 3    | Siedlung slawisches Mittelalter                                                                                             | 60235              |           |      |
| Falkenhagen (Lage) | 2, 3 | Weg deutsches Mittelalter, Siedlung Neuzeit, Siedlung Bronzezeit, Siedlung slawisches Mittelalter                           | 60237              |           |      |
| Falkenhagen (Lage) | 2    | Siedlung Urgeschichte | 60238              |           |      |
| Falkenhagen (Lage) | 4    | Gräberfeld Bronzezeit, Gräberfeld Eisenzeit                                                                                 | 60239              |           |      |
| Falkenhagen (Lage) | 5    | Siedlung Urgeschichte | 60241              |           |      |
| Falkenhagen (Lage) | 5    | Siedlung Urgeschichte | 60241              |           |      |
| Falkenhagen (Lage) | 2, 3 | Burg Neuzeit, Burg deutsches Mittelalter, Weg deutsches Mittelalter, Siedlung slawisches Mittelalter, Siedlung Urgeschichte | 60243              |           |      |
| Falkenhagen (Lage) | 4    | Siedlung Urgeschichte | 60244              |           |      |
| Falkenhagen (Lage) | 2, 4 | Altstadt deutsches Mittelalter, Siedlung Urgeschichte, Altstadt Neuzeit                                                     | 60245              |           |      |
| Falkenhagen (Lage) | 2    | Siedlung römische Kaiserzeit                                                                                                | 60248              |           |      |
| Falkenhagen (Lage) | 2    | Siedlung Steinzeit, Siedlung Urgeschichte                                                                                   | 60249              |           |      |
| Falkenhagen (Lage) | 4    | Gräberfeld deutsches Mittelalter                                                                                            | 60250              |           |      |
| Falkenhagen (Lage) | 5    | Gräberfeld Bronzezeit, Gräberfeld Eisenzeit                                                                                 | 60251              |           |      |
| Falkenhagen (Lage) | 3    | Siedlung Urgeschichte, Wüstung deutsches Mittelalter                                                                        | 60252              |           |      |
| Falkenhagen (Lage) | 4    | Friedhof Neuzeit | 60253              |           |      |